# ستيفان السادس
لحاكم مولدافية، انظر ستيفان السادس راريس.
أو «ستيفن السادس». في بعض المصادر، ويسمى هذا البابا يسمى ستيفن السابع أوالبابا ستيفن الخامس. لرؤية شرح مفصل عن أنتخاب البابا ستيفن .
البابا ستيفن السادس (اللاتينية: ستيفانوس السادس؛ توفي أغسطس 897) وكان البابا من 22 مايو إلى 896 وفاته في 897.
كان قد تم إحرازه كأسقف لمدينة أناكني من قبل البابا فورموسس الذي سبقه، إن ظروف انتخابه غير واضحة، لكنه كان برعاية إحدى العائلات الرومانية القوية، بيت سبوليتو،من العوائل التي تنافست على البابوية في ذلك الوقت.
و يتم يتذكر ستيفن أساسا بسبب سلوكه تجاه رفات البابا فورموسس Formosus، السابق لسابقه. وقد استخرجت الجثة المتعفنة لفورموسس للمحاكمة في ما يسمى محكمة الجثث (Synodus Horrenda) في يناير كانون الثاني 897. الضغط من قبل عائلة سبوليتو و غضب ستيفن على سلفه ربما عجلت في هذا الحدث الاستثنائي. مع الجثة مسندة على العرش، عين شماسا للإجابة عن البابا الراحل. وخلال المحاكمة، وقد أدينت جثة فورموسس لأداء وظائف أسقف عندما كان مخلوعا ولاستقبال البابا بينما كان أسقف بورتو، من بين تهم أخرى التي وجهت ضده هي الصراع خلال حبرية يوحنا الثامن. تم الحكم على الجثة بمذنب، فجردت من اثواب القداسة، قطعت ثلاثة أصابع من يده اليمنى (أصابع نعمة)، قاموا بالباسه زي شخصا عادي، وسرعان ما دفنت. ثم أعيد نبشها والقيت في نهر التيبر. وقد ألغى كل الرسام التي أصدرها فورموسس.

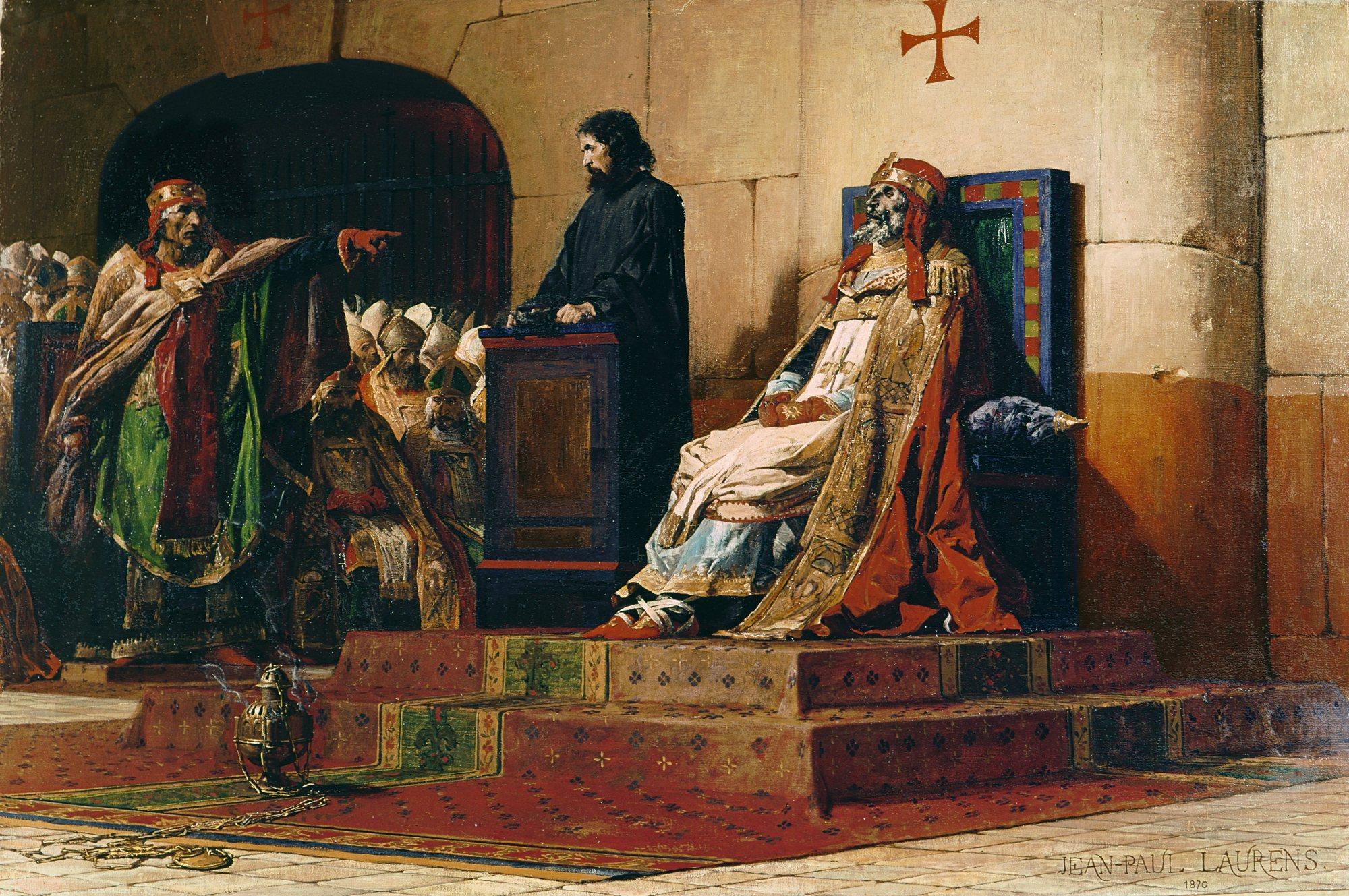
جثة فرموسس و هي في المحكمة المقامة من قبل ستيفان السادس,و هي تسمى لوحة فرموسس وستيفان.

المحاكمة أحدثت جلبة. على الرغم من أن المحرضين على الفعل قد يكونون في الواقع أعداء لفورموسس من بيت سبوليتو (خاصة جاي الرابع من سبوليتو)، الذي كان قد استرجع سلطتهم في روما في بداية 897 بالحصول على مطالبهم بالاراضي في وسط إيطاليا، وانتهت الفضيحة في بسجن ستيفن وقتله خنقا ذلك الصيف.